# Ronald Stevenson
Ronald Stevenson (* 6. März 1928 in Blackburn; † 28. März 2015 in West Linton bei Edinburgh) war ein schottischer Komponist und Pianist. Bekanntheit erlangte er insbesondere durch seine Dmitri Schostakowitsch gewidmete Klavierkomposition „Passacaglia on DSCH“.
Der Sohn eines schottischen Vaters und einer walisischen Mutter studierte am Royal Manchester College of Music. In den 1950er-Jahren übersiedelte er nach Schottland.
Seine Werke sind beeinflusst durch die Musik von Ferruccio Busoni und geprägt durch seine Freundschaft mit John Ogdon. Neben der 1960 bis 1962 entstandenen „Passacaglia on DSCH“ für Klavier (deren Aufführungsdauer etwa 75 Minuten beträgt) schuf er unter anderem zwei Klavierkonzerte, ein Violin- sowie ein Cellokonzert, Lieder, Kammermusik und eine 2008 uraufgeführte Chorsinfonie Ben Dorain. Ferner erstellte er in der Tradition von Busoni, Percy Grainger oder Leopold Godowsky zahlreiche Transkriptionen für Klavier.
Stevenson wirkte auch als Lehrer und war Vizepräsident der Workers' Music Association, Patron des Artsong Collective und der European Piano Teachers' Association, Mitglied der Royal Society of Musicians of Great Britain sowie der Composers' Guild of Great Britain.
Er erhielt einen Ehrendoktor der Universitäten Aberdeen, Dundee und Stirling sowie ein Honorary Fellow of the Royal Incorporation of Architects in Schottland.